# Toussaint Manga
Toussaint Manga, né le 7 février 1983, est un médecin, ancien député et homme politique sénégalais. Ancien membre du Parti Démocratique Sénégalais (PDS), il a rejoint le PASTEF en 2022. Depuis mai 2024, il occupe le poste de Directeur général de la Loterie Nationale Sénégalaise (LONASE).

## Biographie

### Origine et formation
Toussaint Manga, né le 7 février 1983, est originaire de Ziguinchor, en Casamance. Il a étudié la médecine générale, puis s’est spécialisé en santé publique et médecine préventive. En 2023, il obtient un Diplôme d’Études Spécialisées (DES) en santé publique.

### Carrière professionnelle
Toussaint Manga exerce comme médecin chef au centre de santé de Ngor à Dakar, où il supervise des équipes médicales et participe à des initiatives de santé publique, notamment dans les domaines de l’éducation sanitaire, de la vaccination et de la prévention. Depuis mai 2024, il occupe le poste de Directeur général de la Loterie Nationale Sénégalaise (LONASE),. À ce titre, il initie des programmes de modernisation institutionnelle, de digitalisation et d’amélioration des conditions de travail.

### Vie politique
Toussaint Manga entame son militantiste politique au sein du Mouvement des élèves et étudiants libéraux (MEEL) en tant que secrétaire national , avant de rejoindre l'Union des Jeunesses Travaillistes et Libérales (UJTL) qui est la section jeunesse du Parti Démocratique Sénégalais (PDS), en qualité de secrétaire général national jusqu'en mai 2021,,. 
Alors suppléant d'Abdoulaye Wade aux élections législatives du 30 juillet 2017 au Sénégal, Toussaint Manga remplace l'ex-président sénégalais au poste de député de l'Assemblée nationale après la démission de ce dernier le 10 septembre 2017.
En août 2022, après vingt-trois (23) années de militantisme au sein du PDS, Toussaint Manga quitte le parti,. Il rejoint le 27 novembre 2022, le parti PASTEF–Les Patriotes dirigé par Ousmane Sonko, dont il adhère aux valeurs de souveraineté, de justice sociale et de responsabilité générationnelle défendues par cette nouvelle force politique,. Il y occupe le poste de quatrième secrétaire général adjoint auprès du secrétaire général du parti lorsqu'il est placé en garde à vue le 31 juillet 2023, puis inculpé pour « association de malfaiteurs en relation avec une entreprise terroriste et actes ou manœuvres de nature à compromettre la sécurité publique »,. Il est libéré le 15 février 2024.